# Boeckella thomseni
Boeckella thomseni is een eenoogkreeftjessoort uit de familie van de Centropagidae. De wetenschappelijke naam van de soort is voor het eerst geldig gepubliceerd in 1937 door Brehm.